# 323

## Evenimente
- Goții provoacă distrugeri mari cetății Sucidava, care trebuie refăcută. Constantin cel Mare dispune construirea podului peste Dunăre de la Sucidava.